# Andrea Petkovicová
Andrea Petkovicová (srbsky: Андреа Петковић, Andrea Petković, * 9. září 1987 Tuzla) je bývalá německá profesionální tenistka srbského původu. Ve své kariéře vyhrála na okruhu WTA Tour sedm turnajů ve dvouhře, včetně sofijského Turnaje šampionek 2014, a jeden ve čtyřhře. V rámci okruhu ITF získala devět titulů ve dvouhře a tři ve čtyřhře.
Na žebříčku WTA byla ve dvouhře nejvýše klasifikována v říjnu 2011 na 9. místě a ve čtyřhře pak v červenci 2014 na 46. místě.
Profesionálkou se stala v roce 2006. V sezóně 2009 vystoupala do elitní světové desítky, když si zahrála tři grandslamová čtvrtfinále na Australian Open, French Open a US Open. Následující rok 2012 však utrpěla tři zranění – v lednu zad, v srpnu kotníku a v prosinci kolena, které ji vyřadily na devět měsíců ze hry. V důsledku toho vypadla z první dvoustovky žebříčku. V letech 2007 a 2009 se stala německou mistryní v ženské dvouhře. Do premiérového singlového semifinále na Grand Slamu se probojovala na French Open 2014. O měsíc později postoupila s Magdalénou Rybárikovou mezi poslední čtyřku párů v ženské čtyřhře Wimbledonu 2014.
V německém fedcupovém týmu debutovala v roce 2007 čtvrtfinálem druhé světové skupiny proti Chorvatsku, v němž dopomohla k postupu Němek 4:1 na zápasy vítěznou čtyřhrou s Mariovou. Ve Fed Cupu 2014 přispěla bodem ze dvouhry v prvních dvou střetnutích proti Slovensku a Austrálii. Tým tak po 22 letech postoupil do finále, v němž prohrál s Českou republikou. Do listopadu 2022 v soutěži nastoupila k osmnácti mezistátním utkáním s bilancí 13–11 ve dvouhře a 2–4 ve čtyřhře.
V roce 2022 oznámila konec kariéry. Poslední odehraným turnajem se stalo US Open 2022, která prohrála v prvním kole.

## Soukromý život
Narodila se roku 1987 v jugoslávské Tuzle, tehdejší součásti svazové republiky Bosna a Hercegovina, která se po rozpadu federativního státu nachází v nástupnickém útvaru Bosna a Hercegovina, do rodiny Srba Zorana a Bosňačky Amiry Petkovićových. Otec Zoran Petković byl členem jugoslávského daviscupového týmu a matka Amira Petkovićová dentální asistentkou. Rodina v jejích šesti měsících života odešla do Spolkové republiky Německo. Má mladší sestru Anju.
Tenis začala hrát v šesti letech na dvorcích místního oddílu v Darmstadtu, kde byl její otec trenérem. Později také působil v roli jejího kouče. Dříve než se stala profesionální tenistkou, dokončila v roce 2006 darmstadtskou střední školu Georga Büchnera. O dva roky později nastoupila ke studiu politologie na FernUniversität Hagen. Otec neuvažoval o tom, že by se dcera měla stát profesionální hráčkou.
Od počátku působení na profesionálním okruhu si vede v nepravidelných intervalech deník, kterým přispívá do periodika Frankfurter Allgemeine Zeitung. Německé občanství obdržela roku 2001. Vedle rodné srbštiny, hovoří také německy, anglicky, španělsky a francouzsky. V rozhovoru pro Ženskou tenisovou asociaci z roku 2009 na dotaz, nakolik se cítí být Němkou, odpověděla slovy: „Samozřejmě, že jsem Němka, ale vždy dodávám, že má duše je stále srbská. Němci jsou obecně více v pohodě, rezervovaní. Já jsem velmi emocionálně založená, s velkým zápalem prolínajícím mou osobnost. V tomto smyslu stále cítím blízkost ke svému původu.“

## Finále na okruhu WTA Tour
| Legenda                                          |
| ------------------------------------------------ |
| D – dvouhra; Č – čtyřhra                         |
| Grand Slam (0)                                   |
| Turnaj mistryň (0)                               |
| WTA Tournament of Champions (0–1 D)              |
| Premier Mandatory & Premier 5 / WTA 1000 (0–1 D) |
| Premier / WTA 500 (2–0 D; 1–1 Č)                 |
| International / WTA 250 (4–5 D; 0–1 Č)           |

### Dvouhra: 13 (7–6)
| Stav       | č. | datum             | turnaj                         | povrch    | soupeřka ve finále      | výsledek      |
| ---------- | -- | ----------------- | ------------------------------ | --------- | ----------------------- | ------------- |
| Vítězka    | 1. | 26. července 2009 | Bad Gastein, Rakousko          | antuka    | Ioana Raluca Olaruová   | 6–2, 6–3      |
| Finalistka | 1. | 19. června 2010   | 's-Hertogenbosch, Nizozemsko   | tráva     | Justine Heninová        | 6–3, 3–6, 4–6 |
| Finalistka | 2. | 8. ledna 2011     | Brisbane, Austrálie            | tvrdý     | Petra Kvitová           | 1–6, 3–6      |
| Vítězka    | 2. | 21. května 2011   | Štrasburk, Francie             | antuka    | Marion Bartoliová       | 6–4, 1–0skreč |
| Finalistka | 3. | 9. října 2011     | Peking, ČLR                    | tvrdý     | Agnieszka Radwańská     | 5–7, 6–0, 4–6 |
| Finalistka | 4. | 16. června 2013   | Norimberk, Německo             | antuka    | Simona Halepová         | 3–6, 3–6      |
| Finalistka | 5. | 4. srpna 2013     | Washington, D.C, Spojené státy | tvrdý     | Magdaléna Rybáriková    | 4–6, 6–7(2–7) |
| Vítězka    | 3. | 6. dubna 2014     | Charleston, Spojené státy      | antuka    | Jana Čepelová           | 7–5, 6–2      |
| Vítězka    | 4. | 13. července 2014 | Bad Gastein, Rakousko (2)      | antuka    | Shelby Rogersová        | 6–3, 6–3      |
| Vítězka    | 5. | 2. listopadu 2014 | Sofie, Bulharsko               | tvrdý (h) | Flavia Pennettaová      | 1–6, 6–4, 6–3 |
| Vítězka    | 6. | 15. února 2015    | Antverpy, Belgie               | tvrdý (h) | Carla Suárez Navarroová | bez boje      |
| Finalistka | 6. | 11. července 2021 | Hamburk, Německo               | antuka    | Elena-Gabriela Ruseová  | 6–7(6–8), 4–6 |
| Vítězka    | 7. | 8. srpna 2021     | Kluž, Rumunsko                 | antuka    | Majar Šarífová          | 6–1, 6–1      |

### Čtyřhra: 3 (1–2)
| Stav       | č. | datum             | turnaj                 | povrch | spoluhráčka         | soupeřky ve finále                      | výsledek |
| ---------- | -- | ----------------- | ---------------------- | ------ | ------------------- | --------------------------------------- | -------- |
| Finalistka | 1. | 26. července 2009 | Bad Gastein, Rakousko  | antuka | Tatjana Maleková    | Andrea Hlaváčková Lucie Hradecká        | 6–2, 6–4 |
| Finalistka | 2. | 9. ledna 2016     | Brisbane, Austrálie    | tvrdý  | Angelique Kerberová | Martina Hingisová Sania Mirzaová        | 5–7, 1–6 |
| Vítězka    | 1. | 3. října 2021     | Chicago, Spojené státy | tvrdý  | Květa Peschkeová    | Caroline Dolehideová Coco Vandewegheová | 6–3, 6–1 |

## Finále na okruhu ITF
| Dotace turnajů okruhu ITF | Dotace turnajů okruhu ITF |
| ------------------------- | ------------------------- |
| 100 000 $ tournaments     | 80 000 $ tournaments      |
| 75 000 $ tournaments      | 60 000 $ tournaments      |
| 50 000 $ tournaments      | 25 000 $ tournaments      |
| 15 000 $ tournaments      | 10 000 $ tournaments      |

### Dvouhra: 13 (9–4)
| Stav       | č. | datum             | turnaj                          | povrch | soupeřka ve finále            | výsledek      |
| ---------- | -- | ----------------- | ------------------------------- | ------ | ----------------------------- | ------------- |
| Vítězka    | 1. | 16. května 2004   | Antalya, Turecko                | antuka | Kateryna Avdijenková          | 6–3, 6–4      |
| Vítězka    | 2. | 20. června 2004   | Podgorica, Srbsko a Černá Hora  | antuka | Danica Krstajićová            | 6–1, 6–3      |
| Vítězka    | 3. | 26. června 2005   | Davos, Švýcarsko                | antuka | Janette Bejlková              | 6–4, 6–2      |
| Vítězka    | 4. | 4. září 2005      | Alphen aan den Rijn, Nizozemsko | antuka | Eva Perová                    | 7–5, 7–5      |
| Finalistka | 1. | 3. září 2006      | Alphen aan den Rijn, Nizozemsko | antuka | Marina Erakovicová            | 6–4, 2–6, 5–7 |
| Vítězka    | 5. | 12. září 2006     | Sofie, Bulharsko                | antuka | Simona Mateiová               | 7–5, 7–5      |
| Finalistka | 2. | 29. dubna 2007    | Torrent, Španělsko              | antuka | Ioana Raluca Olaruová         | 4–6, 7–5, 4–6 |
| Vítězka    | 6. | 16. července 2007 | Contrexeville, Francie          | antuka | Xenia Milevská                | 6–2, 6–0      |
| Vítězka    | 7. | 27. října 2008    | Istanbul, Turecko               | tvrdý  | Anna Gerasimou                | 6–2, 6–2      |
| Finalistka | 3. | 5. dubna 2009     | Latina, Itálie                  | antuka | Julia Schruffová              | 5–7, 6–7(0–7) |
| Finalistka | 4. | 19. dubna 2009    | Civitavecchia, Itálie           | antuka | Polona Hercogová              | 2–6, 4–6      |
| Vítězka    | 8. | 4. května 2009    | Bukurešť, Rumunsko              | antuka | Stefanie Vögeleová            | 6–3, 6–2      |
| Vítězka    | 9. | 9. června 2013    | Marseille, Francie              | antuka | Anabel Medinaová Garriguesová | 6–4, 6–2      |

### Čtyřhra: 5 (3–2)
| Stav       | č. | datum            | turnaj                         | povrch    | spoluhráčka        | soupeřky ve finále                         | výsledek |
| ---------- | -- | ---------------- | ------------------------------ | --------- | ------------------ | ------------------------------------------ | -------- |
| Vítězka    | 1. | 14. června 2004  | Podgorica, Srbsko a Černá Hora | antuka    | Sofia Avakovová    | Ljiljana Nanuševićová Marta Simićová       | 6–3skreč |
| Finalistka | 1. | 20. června 2005  | Buchen, Německo                | tvrdý (h) | Korina Perkovicová | Mervana Jugićová-Salkićová Darija Juraková | 2–6, 2–6 |
| Vítězka    | 2. | 20. června 2005  | Davos, Švýcarsko               | antuka    | Zuzana Hejdová     | Petra Cetkovská Sandra Martinovićová       | 6–3, 6–2 |
| Finalistka | 2. | 1. července 2007 | Padova, Itálie                 | antuka    | Vanessa Henkeová   | Maret Aniová Marina Erakovicová            | 4–6, 4–6 |
| Vítězka    | 3. | 1. září 2008     | Maribor, Slovinsko             | antuka    | Carmen Klaschková  | Kira Nagyová Anastasia Jakimovová          | 6–3, 6–2 |

## Finále soutěží družstev: 1 (0–1)
| Stav       | Č. | Datum                | Soutěž               | Povrch    | Spoluhráčky                                        | Soupeřky ve finále                                            | Výsledek |
| ---------- | -- | -------------------- | -------------------- | --------- | -------------------------------------------------- | ------------------------------------------------------------- | -------- |
| Finalistka | 1. | 8.–9. listopadu 2014 | Fed Cup Praha, Česko | tvrdý (h) | Angelique Kerberová Sabine Lisická Julia Görgesová | Petra Kvitová Lucie Šafářová Lucie Hradecká Andrea Hlaváčková | 1–3      |

## Postavení na konečném žebříčku WTA

### Dvouhra
| Rok    | 2004 | 2005   | 2006   | 2007   | 2008   | 2009  | 2010  | 2011  | 2012   | 2013  | 2014  |
| Pořadí | 416. | ▲ 338. | ▲ 238. | ▲ 100. | ▼ 315. | ▲ 56. | ▲ 32. | ▲ 10. | ▼ 143. | ▲ 39. | ▲ 14. |

### čtyřhra
| Rok    | 2005 | 2006 | 2007   | 2008   | 2009  | 2010   | 2011  | 2012   | 2013   | 2014 |
| Pořadí | 494. | —    | ▲ 412. | ▲ 235. | ▲ 84. | ▼ 241. | ▲ 85. | ▼ 230. | ▲ 113. |      |